# ЗМІ Франції

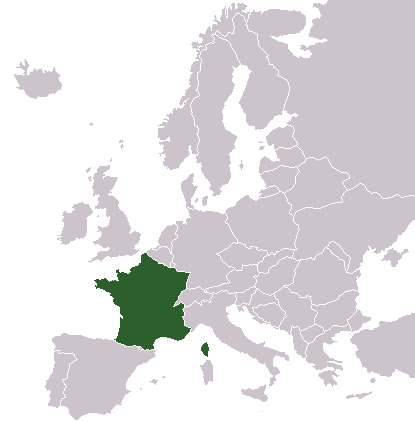
Положення Франції в Європі

Медіасистема Франції є високорозвинутою галуззю економіки цієї держави. Як і в більшості інших держав Західної Європи, перші ЗМІ тут з'явились ще в період появи масового друкарства в ХІ-ХІІ ст., а тому медіасистема Франції має довгу історію. Загалом медіасистему перш за все варто назвати ліберальною — преса не підконтрольна уряду, її діяльність спрямована на пошук та поширення правдивої інформації, якою б вона не була, та розвагу читачів.
Основні витрати на організацію ЗМІ у Франції бере на себе держава, шляхом субсидування і дотацій. Встановлення подібної моделі відбувалося ще за часів президентства Ш. де Голля і Ж. Помпіду. Обгрунтовувалася вона теоретичним доводом, що в багатопартійній, плюралістичної країні свобода друку реально можлива, якщо тільки вона підконтрольна уряду. При цьому вважалося, що держава повинна виступати в ролі впливового політичного арбітра, який гарантує плюралізм поглядів. Завдяки такій політиці Франція до кінця XX ст. виявилася власницею однієї з найбільш розвинених у технічному відношенні комунікаційних систем. Слід зауважити, що в цій країні є телекорпорації зі змішаним капіталом, а також чисто комерційні інформаційні структури, яких зараз переважна більшість. Влада не встановлює жорсткої цензури та не диктує виданням, що їм публікувати, ЗМІ Франції — це система саморегуляції різних компаній, холдингів та видань.

## Газети та журнали
Францію називають країною журналів, так як вона займає 1-е місце серед країн ЄС за кількістю купованих журналів серед людей у віці старше 15 років. За даними статистики, на кожну 1000 чоловік у Франції припадає 1354 екз. журнальної періодики і тільки 150 екз. щоденних газет. У країні виходить більше 10 тис. різних видань. З них більше 100 щоденних газет, загальним тиражем 12 мільйонів екземплярів.
Незважаючи на порівняно невисоку популярність, порівняно з іншими державами Європи, у Франції національна преса займає вагоме місце, хоча і часто зазнає збитків. Наприклад, провідна щоденна газета «Фігаро» втратила 10 млн євро у 2007 році з тиражем 344,479 примірників за роздрібною ціною в €1.30. Промисловість та уряд організувати протягом чотирьох місяців восени 2008 року позачергову конференцію про цю проблему Сполучених комітетів преси. В результаті, держава вирішила інвестувати 600 млн євро в друковану пресу протягом найближчих трьох років для того, щоб підтримати її. Інвестиції приходять насамперед через скорочення поштових тарифів та тарифів на доставку і купівлі рекламних місць в газетах. Це підняло питання про незалежність преси, субсидованої урядом; в той же час концентрація рух триває з друзями екс-президента Ніколя Саркозі, які володіють важливими частинами Ле Монд (компанії), Фігаро (Дассо).
Інтернет, легкий спосіб компенсувати втрати від скорочення публікацій, не був зрозумілий французьким журналістам. До недавнього часу інтернет-ресурси просто дублювали зміст друкованих видань без яких-небудь серйозних редакційних інновацій. Громадянську журналістику і блогінг журналісти сприймають як чисто аматорську практику без вартості виробництва інформації.
Основними газетами та журналами Франції є:
- «La Tribune» — щоденна фінансово-економічна газета, яка висвітлює стан справ на ринку та фондовій біржі.
- «L'humanite» — газета французької компартії, заснована в 1904 році соціалістом Жаном Жоресом. Внутрішня політика, міжнародна ситуація, економіка, соціальні питання, культура, спорт, проблеми ЗМІ та ін.
- «Le Dauphiné Libéré» — щоденна газета: міжнародні, національні та регіональні новини, політика, економіка, суспільство, культура.
- «La Croix» — щоденна ранкова газета християнського спрямування. Редакція газети вважає її «ні релігійною, ні конфесійною», наполягаючи на загальногуманістичному погляді на події суспільного й політичного життя. Основні рубрики: «Франція», «Світ», «Економіка», «Релігія», «Батьки і діти», «Культура», «Науки», «Духовність».

Випускається також багато щоденних регіональних газет, найвідоміша з них «Уест-Франс», що випускається тиражем 797 тис. примірників і майже вдвічі перевищує тираж будь-який з національних щоденних газет. Успіх пов'язаний із тим, що газета має 47 регіональних форматів у різних куточках країни.
Популярні журнали — «Парі Матч» (ілюстрований тижневик новин), «Експрес», «Пуен», «Нувель обсерватер» (тижневики новин), «Le Point» (відомий тижневик, що охоплює широке коло тем від міжнародних проблем до новин культури і науки, консервативної спрямованості, виходить по п'ятницях), «Marianne» (суспільно-політичний тижневик, що видається в Парижі: політика, культура, економіка).
- Ділові новини: «Ліз-Еко».
- Спортивні: «Екіп», «France Football».
- Журнали для жінок: «Фамм актюэль», «Елль», «Марі-Франс».
- Телевізійні програми та новини: «Телесет жур»
- Сатиричні: Шарлі Ебдо та ін.

## Радіостанції
Радіо завжди було популярним засобом транслювання інформації, а саме — з 1982 року, коли було відмінено державну монополію на радіомовлення. Кожен будній день, 42 мільйони людей слухають радіо; універсальні канали більш популярні (РТЛ, Франція Інтер), ніж станції музичного формату (радіостанції NRJ, «Ностальжі»).
Державні канали, як і раніше, займають особливе місце в радіомовленні Франції. До державних радіо Франції належить п'ять великих станцій, у тому числі «Франс-Інтер», перший за обсягом аудиторії (5,35 млн слухачів у липні 2009 року). РФІ «Французький голос за кордоном» займає друге місце і «Третій світовий канал», чия аудиторія в африканських країнах, є третім.

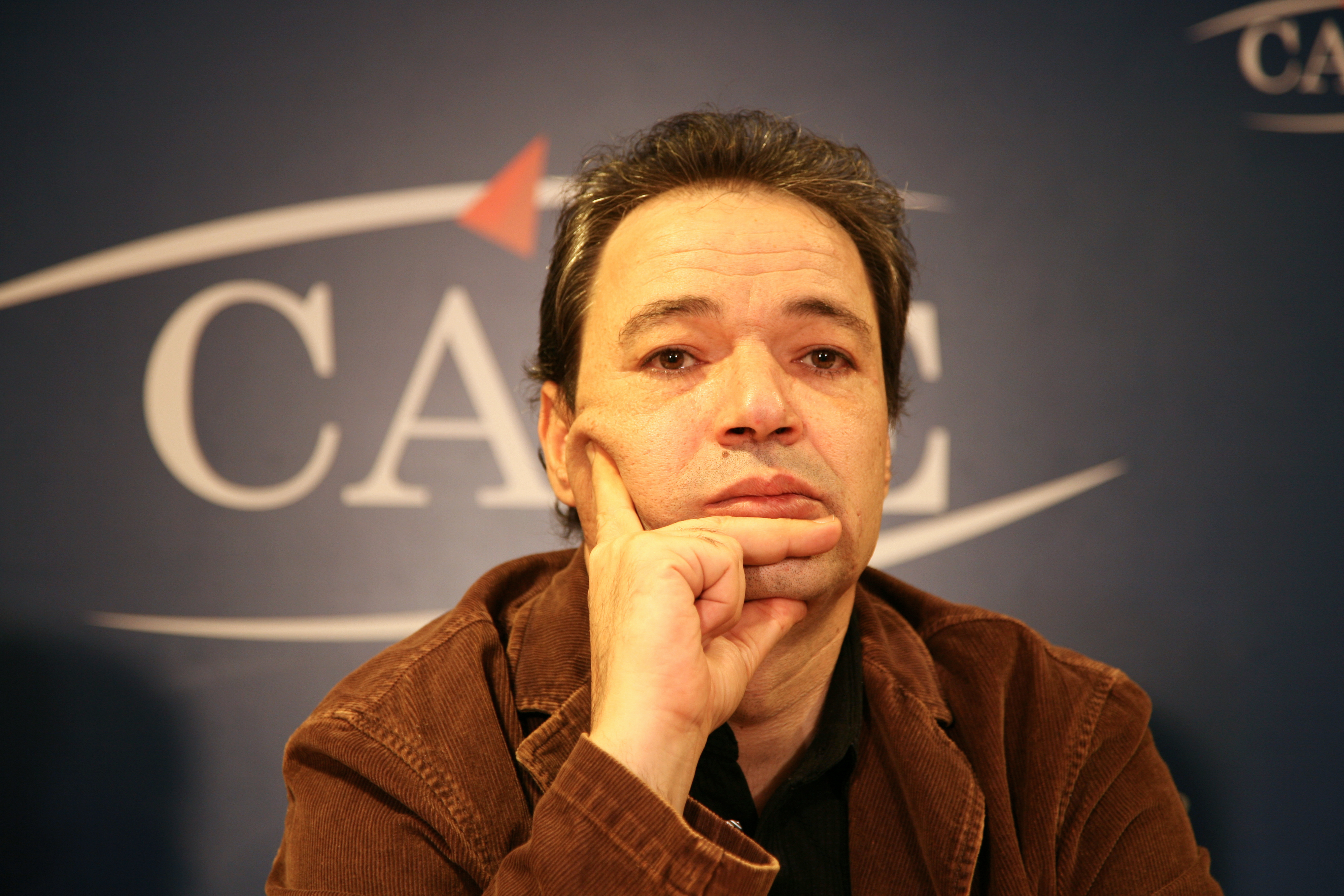
Soheib Bencheikh ConfPress RadioFrance

Приватні канали також займають велику частину радіоринку, з історичних причин більшість з них — іноземні (тому що закон до 1982 року забороняв приватні станції, деякі з них були створені тільки на іншій стороні кордону країни, такі як провідні радіостанції RTL, або Радіо Теле Люксембург). Концентрація руху, також є особливістю цього сектора, в першу чергу це стосується прес-магната Алена Вайля, власника холдингу NextRadioTV, в який входять радіо канали РМЦ (дев'яте місце за рівнем аудиторії, але найбільш активні в плані нових слухачів), БФМ (економічні новини) та інші ЗМІ.

## Телебачення
«PAF» або французький аудіовізуальний пейзаж, як його називають у Франції, був напрочуд стабільним протягом останніх 20 років. Але ві дуже змінився з 2005 року, за рахунок поліпшення технології і нових правил.
З 1986 по 2000 рік було шість основних учасників на цьому полі (два приватних оператори, TF1 і М6; трьох державних станцій, Франція 2, Франція 3 і Арте/Франція 5; і одна зашифрована мережа Canal+) і дві супутникові антени операторів. Успіх ТНТ (цифрового ефірного ТБ) є особливою проблемою для великих каналів. Наприклад, ТФ1, провідний приватний канал, мав стабільну аудиторію з 2005 року. Він зараз далекий від своєї 30-процентної частки домінування на ринку. Дванадцять нових і дуже динамічних каналів знаходяться у вільному доступі з 2005 року, і в 2008 році, майже 80 відсотків власників ТБ вже були глядачами ТНТ. Два кращі «малі канали», в сумі займають 26 відсотків аудиторії (ТМЦ і В9).

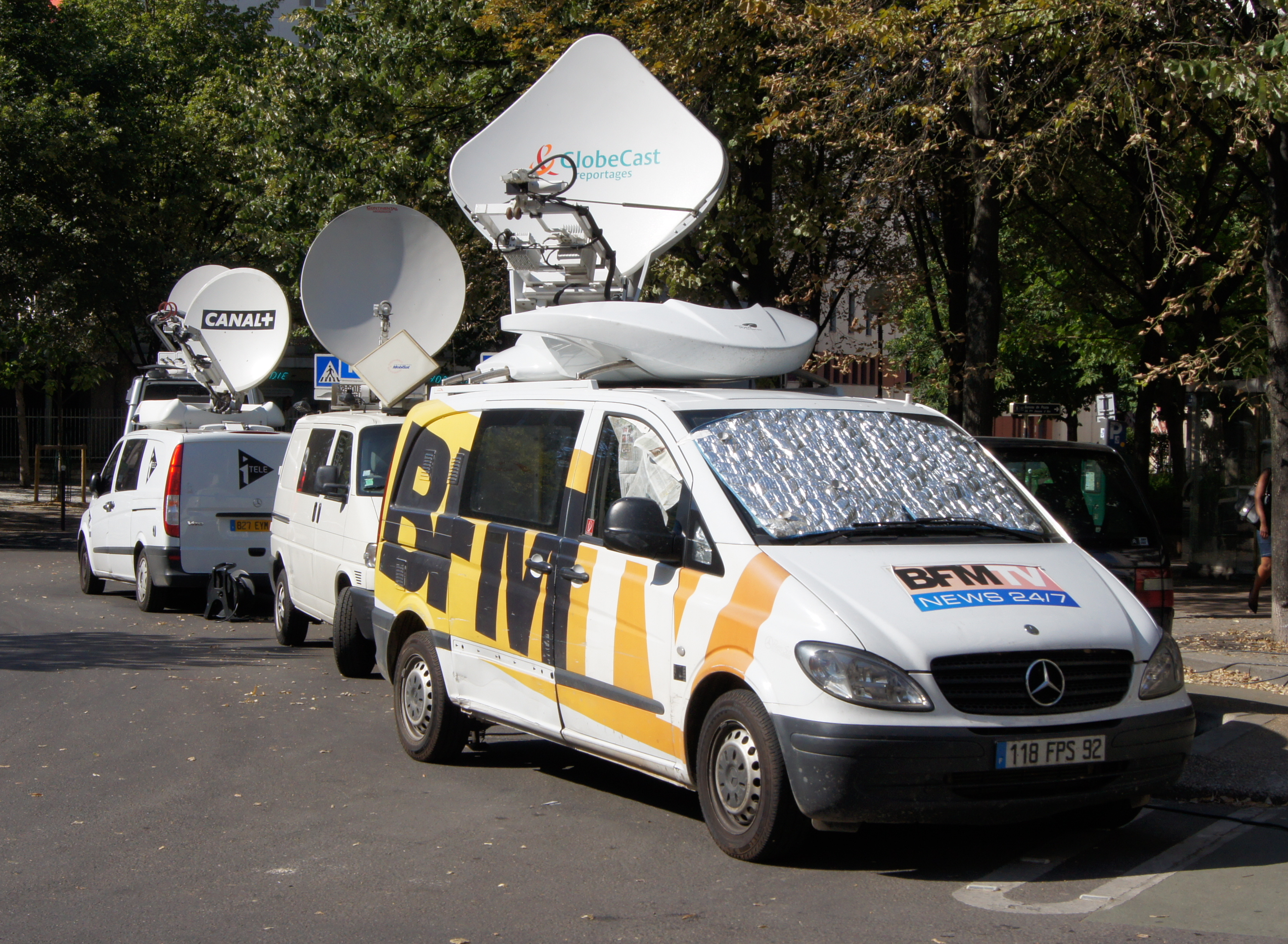
Mini régies TV mobiles — мінівени французьких телевізійних ЗМІ.

Ще більші зміни в телевізійному ландшафті були спричинені рішенням президента Саркозі заборонити прогресивну рекламу на громадських каналах, що були у складі Французького телевізійного холдингу. Рекламні доходи групи склали 830 млн євро у 2007 році (30 відсотків свого бюджету). При цьому не було чіткої заміни для таких бюджетних втрат.
Такі проблеми телебачення видались незначними для користувачів, оскільки з 2010 року Інтернет почав витісняти телебачення. Платні канали, доступ до яких можливий через мережу Інтернет стали популярнішими. Хоча наявні і деякі проблеми — багато пакетів каналів та програм порівняно ненадійні та неякісні, тому повного заміщення не очікується.

### Громадські телеканали
Громадське телебачення представлено:
- холдингом France Télévisions, яка є керуючою компанією для France 2, France 3, France 5, France 4, Réseau Outre-Mer 1re і France Ô
- мовником Radio France (радіостанції France Inter, France Culture, Mouv', France Musique, France Bleu, FIP і France Info).
- мовником France Médias Monde (телеканали France 24, France 24 English, France 24 Arabic, міжнародної радіослужбою RFI)
- мовником TV5 Monde (однойменний телеканал)

### Комерційні телеканали
Перший у Франції безкоштовний комерційний канал (La Cinq)був запущений 20 лютого 1986 року, 1 березня 1987 року був запущений канал М6, в тому ж році був приватизованийTF1, 12 квітня 1992 року був закритий La Cinq, а його частота націоналізована. 31 березня 2005 року були запущені канали: Direct 8, W9, NT1, NRJ 12, свій цифровий ефірний дубль запустив кабельно-супутниковий канал TMC, протягом того ж року були запущені BFM TV, ефірний цифровий дуль I-Télé (16 канал), 2 TV Europe (17 канал), Gulli (18 канал). 12 грудня 2012 року були запущені канали HD1, ефірний цифровий дубль каналу l'équipe 21, 6ter, Numéro 23, RMC Découverte, Chérie 25.

## Інформаційні агентства
Наразі в країні залишилось лише одне велике інформаційне агентство (ІА Gamma заявило про бакнкротство під час світової фінансової кризи 2009 року) — Франс-Пресс.
Агентство Франс Пресс (фр. Agence France-Presse, AFP) є приватною організацією з особливим статутом, що діє за комерційними правилами (Organisme privé à statut particulier, fonctionnant selon les règles commerciales). Не має акціонерів. Очолюється радою директорів (conseil d'administration), що складається з 16 членів, 8 з яких є директорамипровідних газет, 2 обирається співробітниками, 2 представляють французьке радіо і телебачення, 1 прем'єр-міністром, 1 міністром фінансів, 1 міністром закордонних справ і генеральним директором (président directeur général), що обирається самою радою директорів. Штаб-квартира AFP розташований в Парижі. Є одним з найбільших у світі. Має міжнародні відділення у Вашингтоні, Гонконгу, Нікосії і Монтевідео, а також бюро в 110 країнах. Новини агентства доступні французькою, англійською, арабською, іспанською, німецькою і португальською мовами. Поширює інформацію в 150 країнах. Член Європейського альянсу агентств друку.

У своїй міжнародній практиці агентство «Франс-Прес» широко застосовує концепцію «франкофонії». В даному аспекті діяльність АФП продовжує мовну політику Франції у світі. Діяльність АФП поза франкофонного простору ставить перед ним ряд завдань, пов'язаних з розвитком власних регіональних структур, випускаючи інформацію мовою, де розташоване бюро АФП. Така діяльність необхідна для зняття мовного бар'єру в нефранкомовних країнах.